# One Shot '90 Volume 4
Le migliori canzoni degli anni '90 in questo album della collana One Shot dalla Universal Music.

## One Shot '90 Volume 4
| Traccia | Artista                          | Titolo                   | Durata |
| ------- | -------------------------------- | ------------------------ | ------ |
| 1       | Dna Feat. Suzanne Vega           | Tom's Diner              | 3.46   |
| 2       | Billy Idol                       | Cradle of Love           | 4.40   |
| 3       | Tears for Fears                  | Sowing the Seeds of Love | 6.16   |
| 4       | John Scatman                     | Scatman's World          | 2.20   |
| 5       | Deee-Lite                        | Groove Is in the Heart   | 3.51   |
| 6       | DJ Jazzy Jeff & the Fresh Prince | Summertime               | 4.29   |
| 7       | C.J. Lewis                       | Sweet For My Sweet       | 4.15   |
| 8       | Joan Osborne                     | One of Us                | 4.15   |
| 9       | Gala                             | Freed from Desire        | 3.31   |
| 10      | Neneh Cherry                     | Buffalo Stance           | 5.42   |
| 11      | DJ Dado                          | Coming Back              | 3.39   |
| 12      | Babylon Zoo                      | Spaceman                 | 5.40   |
| 13      | Ziggy Marley & The Melody Makers | Power To Move Ya         | 3.34   |
| 14      | Diana King                       | Shy Guy                  | 4.17   |
| 15      | Twenty 4 Seven                   | I Can't Stand It         | 4.06   |
| 16      | Lighthouse Family                | High                     | 5.07   |
| 17      | Fun Lovin' Criminals             | Scooby Snacks            | 3.04   |
| 18      | Emilia                           | Big Big World            | 3.21   |